# Candi Sukuh

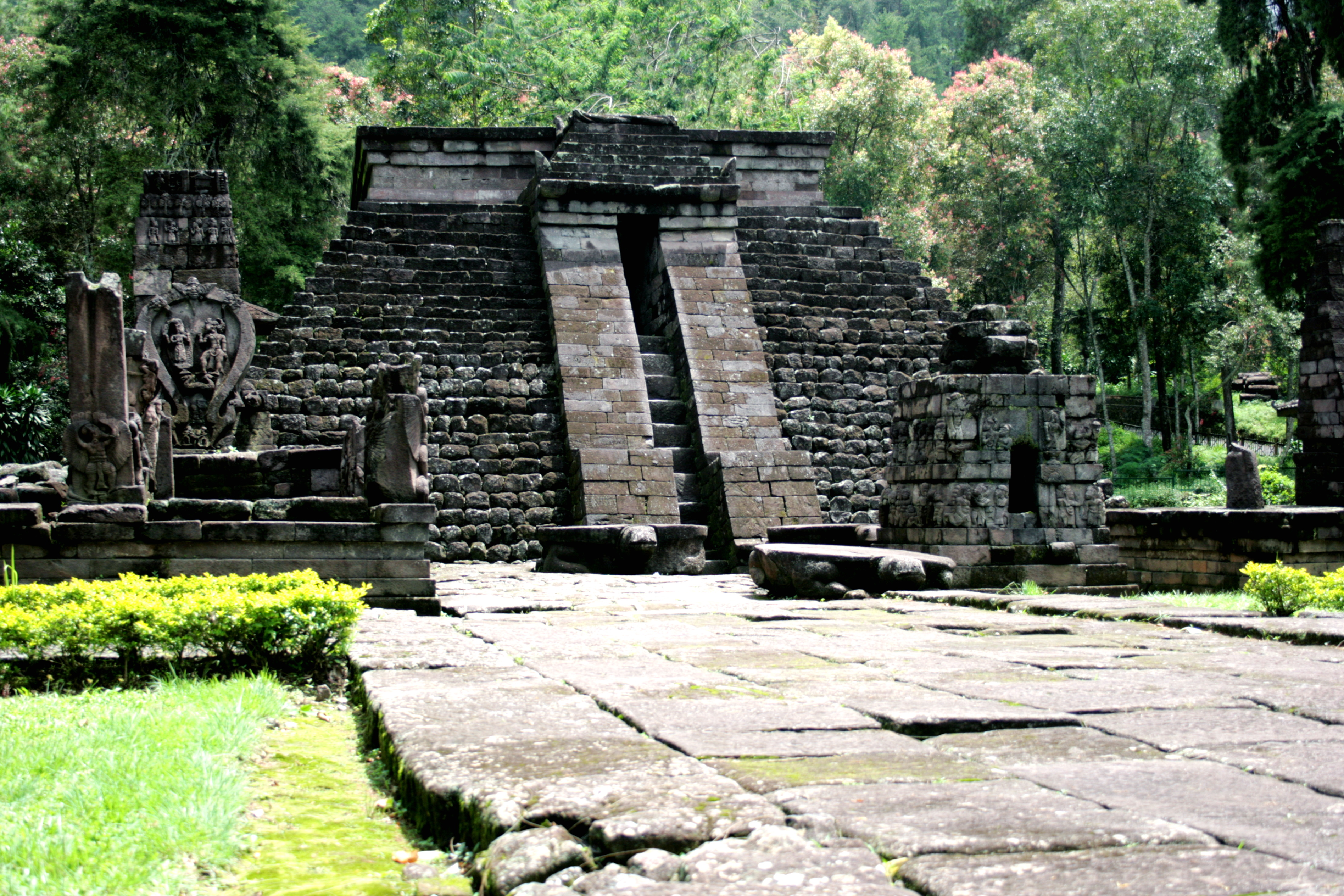
De Candi Sukuh

De Candi Sukuh is een hindoeïstische tempel op het Indonesische eiland Java, op de westelijke helling van de vulkaan Lawu. Deze vulkaan speelde destijds een rol in de voorouderverering, vruchtbaarheidsriten en natuurgodsdienst.

## Architectuur en kunst
De tempel bestaat uit een afgeplatte piramide met daaromheen een aantal beelden en reliëfs. De centrale thema's die uitgebeeld worden zijn "het leven voor de geboorte" en seksualiteit.
Bij de tempel stond oorspronkelijk ook een lingam in de vorm van een 1,85 meter hoge stenen penis met vier ballen en piercings maar deze staat nu in het Nationaal Museum van Indonesië.

## Geschiedenis
De Candi Sukuh werd in 1437 gebouwd, ten tijde van het koninkrijk Majapahit. Rond dezelfde tijd werd hoger op de helling de Candi Ceto gebouwd.
Toen Java in de 16e eeuw overging op de islam werd de tempel vernield en raakte daarna in verval. Thomas Stamford Raffles, de koloniaal bestuurder van Java van 1811 tot 1816, bezocht de tempel in 1815. Hij beschreef dat de meeste kunstwerken zwaar beschadigd waren en dat de beelden onthoofd waren. Hij liet de lingam, die in tweeën lag repareren.